# Sebeknofru
Královna Sebeknofru byla posledním vládcem 12. dynastie ve starověkém Egyptě. Vládla přibližně v letech 1763–1760 př. n. l.
Sebeknofru byla jednou z mála vládnoucích královen starověkého Egypta. Tato královna je mnohem méně známá než královny jiné z pozdních dynastií, jako jsou Kleopatra nebo Hatšepsut. Důvodem je, že po sobě zanechala velmi málo monumentů. Byla dcerou Amenemheta III. a pravděpodobně manželkou svého bratra (či synovce) Amenemheta IV., po jehož smrti převzala místo na trůně.
Její vláda byla doložena také v Abydoském, Karnackém a Sakkárském královském seznamu. Všechny tyto zdroje jí přisuzují čtyřletou vládu na egyptském trůně. Její uvedení v královských listech je důležitý fakt, který dokazuje, že nebyla brána jen jako dočasná vladařka, ale jako plnohodnotný král. Sebeknofru je první ženou, která používala titul faraon. Rovněž je také zobrazována jako mužský faraon avšak s prvky, které dokazují, že byla ve skutečnosti ženou.

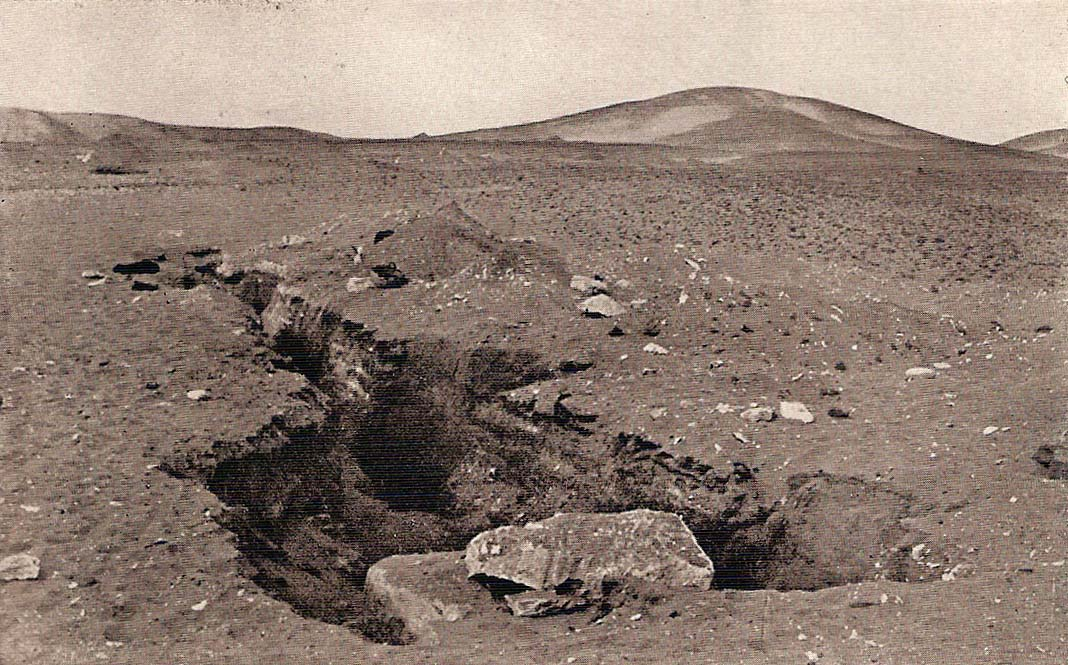
Pyramida Amenemhat IV. Muzghana – jižně od Dahšúru; foto r.1911

Královně Sebeknofru je přisuzována stavba náboženského centra ve Fajjúmu, Egypťany nazývaného Shedet, který byl zasvěcený krokodýlímu bohu Sobekovi. Není vyloučeno, že právě Sobekovi kněží dopomohli budoucí královně Sebeknofru na trůn. Je však překvapivé, že přesunula centrum vlády z Fajjúmu zpět do tradičních míst v Memfidě a Heliopoli.
Její hrobka nebyla nalezena, přesto se předpokládá, že byla pohřbena v pyramidě v Mazghúně, blízko svého manžela Amenemheta IV.